# Ali-Baba și cei 40 de hoți (film din 1980)
Ali-Baba și cei 40 de hoți (în hindi अलीबाबा और 40 चोर, transliterat: Alibaba Aur 40 Chor, în rusă Приключения Али-Бабы и сорока разбойников, transliterat: Prikliuceniia Ali-Babî i soroka razboinikov, în uzbecă Alibobo va qirq qaroqchining sarguzashtlari) este un film sovieto-indian din 1980 inspirat din povestea „Ali Baba și cei 40 de hoți” din O mie și una de nopți și regizat de regizorul uzbec Latif Fayziyev, în colaborare cu regizorul indian Umesh Mehra. Rolurile principale sunt interpretate de actorii indieni Dharmendra⁠(d), Hema Malini⁠(d) și Zeenat Aman⁠(d), care au jucat alături de actori ruși, caucazieni (georgieni și armeni) și din Asia Centrală.
Filmul prezintă o versiune ușor modificată a legendei eroului oriental Ali Baba, urmărind atât confruntarea sa cu banda de tâlhari a lui Abu-Hasan, care atacă și pradă caravanele comerciale și-i terorizează pe locuitorii orașului Guliabad din Asia Centrală și ai întregului ținut, cât și dragostea sa pentru frumoasa prințesă indiană Marjeena.
Scenariul a fost scris de Shanti Prakash Bakshi și Boris Saakov, muzica a fost compusă de muzicienii Vladimir Milov și Rahul Dev Burman, iar coregraf a fost P.L. Raj. A fost cea mai de succes coproducție sovieto-indiană, bucurându-se de o popularitate considerabilă în rândul cinefililor indieni și sovietici.

## Rezumat
Tânărul Ali-Baba locuiește în orașul Guliabad din Asia Centrală, alături de mama sa și de fratele său mai mare, Kasîm. El își câștigă existența ca tăietor de lemne, în timp ce fratele său, Kasîm, este proprietarul unei prăvălii. Vremurile sunt destul de grele, ca urmare a faptului că o bandă de tâlhari efectuează incursiuni dese în acest ținut.
Temutul Abu-Hasan și banda sa de tâlhari atacă o caravană în care călătoresc, printre alții, frumoasa Fatima și tatăl ei. El îl ia prizonier pe tatăl Fatimei, care cunoștea secretul fabricării unei pulberi explozive puternice, deoarece intenționează să-l răstoarne pe șah și să-i ia locul. Fatima reușește să fugă după sinuciderea tatălui ei și ajunge la Guliabad, unde se căsătorește cu Kasîm. Ulterior, folosind pulberea explozivă pe care a obținut-o, Abu-Hasan aruncă în aer barajul care alimenta cu apă orașul Guliabad și întrerupe astfel furnizarea apei. În acest timp, negustorul Iusuf, tatăl lui Ali-Baba și al lui Kasîm, care se îndrepta spre Guliabad după ce a trăit timp de douăzeci de ani într-un ținut îndepărtat, este rănit în urma exploziei și adus de apele revărsate ale râului înapoi în India. Acolo este găsit de un rajah care îi salvează viața și trimite un mesaj familiei sale. Ca urmare a faptului că fratele cel mare, Kasîm, trebuie să se ocupe de mica prăvălie a familiei, fratele mai mic, Ali-Baba, pornește într-o lungă călătorie pentru a-și găsi tatăl înstrăinat. La plecare, mama lui îi dă un inel pentru ca tatăl lui să-l recunoască.
În timpul călătoriei lui Ali-Baba are loc o lovitură de stat în orașul indian. Șamșir, nepotul rajahului, urcă pe tron după uciderea unchiului său și vrea să o ia ca soție pe fiica fostului rajah, Marjeena. Iusuf o ajută pe prințesă să fugă din palat, iar cei doi se despart. Mai târziu Marjeena îl întâlnește pe străzile orașului pe Ali-Baba, care o ajută să scape de gardienii aflați în urmărirea ei, iar cei doi tineri se îndrăgostesc unul de celălalt. Ali-Baba se înfățișează apoi în fața lui Șamșir pentru a-l întreba unde se află tatăl său. Noul conducător îi spune doar că Iusuf a murit și îl izgonește din palat. Rătăcind pe străzile orașului, Ali-Baba o vede pe Marjeena și o urmărește până la ascunzătoarea ei, unde îl întâlnește pe Iusuf, care o adoptase pe Marjeena ca fiică. Tatăl și fiul nu se recunosc. A doua zi Ali-Baba și Marjeena se alătură unei caravane care mergea la Guliabad. Iusuf, care li se alătură mai târziu, observă pe drum inelul pe care îl poartă Ali-Baba și îl recunoaște astfel ca fiul său. Tâlharii lui Abu-Hasan atacă pe neașteptate caravana, iar, în învălmășeala luptei, Marjeena este răpită de conducătorul caravanei, Mustafa, care vrea să o vândă pe frumoasa femeie pe piața de sclavi din Guliabad pentru a-și acoperi pierderile suferite. Iusuf, care fusese rănit grav în timpul luptei, este adus de Ali-Baba la Guliabad, unde moare în scurt timp înconjurat de cei dragi.
Pentru a o răscumpăra pe Marjeena, Ali-Baba îi cere fratelui său, Kasîm, să-i dea cei o mie de dinari de care avea nevoie imediat, acceptând în schimb să renunțe la partea sa de moștenire. Cei doi îndrăgostiți se mută apoi într-o casă, iar Ali-Baba începe imediat să lucreze la reconstruirea barajului, promisiune pe care i-o făcuse tatălui său pe patul de moarte. În timp ce lucra în munți, el îi spionează pe tâlhari și îl aude întâmplător pe Abu-Hasan rostind cuvintele: „Sesam, deschide-te!” în fața unei stânci mari, după care stânca se deplasează și descoperă intrarea într-o peșteră. După plecarea tâlharilor, Ali-Baba rostește vraja magică și intră în peșteră, unde descoperă numeroase comori. El fură de acolo doi saci cu aur, folosind acea bogăție pentru reconstruirea barajului. Atins de lăcomie, Kasîm îl ademenește pe Ali-Baba să-i spună secretul bogăției lui Ali-Baba, apoi pătrunde și el în peșteră. Kasîm ia multe bijuterii și monede de aur, dar uită cuvintele magice cu care putea deschide stânca și astfel rămâne închis înăuntru. Mai târziu tâlharii se întorc și, găsindu-l acolo, îl ucid.
După moartea lui Kasîm, Ali-Baba îl informează pe vizir, care anunțase o recompensă pentru capturarea banditului Abu-Hasan, despre ascunzătoarea tâlharilor. El îl conduce acolo, fără a ști că vizirul și Abu-Hasan erau, de fapt, aceeași persoană, iar șeful bandei putea lua înfățișarea vizirului deoarece era căsătorit cu duhul peșterii. Tâlharii îi atacă pe drum și îl capturează pe Ali Baba, dar Marjeena intervine și îl salvează. Cei doi ajung teferi la Guliabad. Vizirul organizează o serbare în cinstea lui Ali-Baba și îi aduce în dar patruzeci de ulcioare mari, în care se ascunseseră tâlharii. Ei urmau să iasă din ulcioare în timpul serbării pentru a-l ucide pe omul care cunoștea secretul peșterii. Totuși, văzând pe degetul vizirului un inel pe care îl purtase anterior Abu-Hasan, Ali-Baba își dă seama că vizirul este într-adevăr conducătorul bandiților. Ali-Baba și Fatima reușesc să înțeleagă planul tâlharilor și, în timp ce Marjeena dansează în fața vizirului pentru a-i distrage atenția, aruncă pe ascuns ulcioarele în râu. Vizirul este demascat ca Abu-Hasan, îl atacă pe Ali-Baba, ucigând-o pe Fatima care se interpune fizic între ei, și reușește să scape după ce o ia pe Marjeena ca ostatică. Ali-Baba ajunge în grabă la peșteră și, neputând să se folosească de cuvintele magice, forțează intrarea prin provocarea unei explozii cu ajutorul pulberii negre. În lupta care urmează Ali-Baba reușește să-l înjunghie pe șeful bandei de tâlhari și să o elibereze astfel pe Marjeena, împreună cu care se întoarce învingător la Guliabad.

## Distribuție
- Dharmendra⁠(d) — Ali-Baba, un tânăr sărac din Guliabad care-și câștigă existența ca tăietor de lemne[5][6][8][18]
- Hema Malini⁠(d) — Marjeena (Merdjana), fiica unui rajah indian[5][6][8][18]
- Rolan Bîkov — Abu-Hasan, șeful bandei de hoți / vizirul din Guliabad[5][6][8][18]
- Zakir Muhamedjanov — Iusuf, tatăl lui Ali-Baba, negustor[5][6][8][18]
- Sofiko Ciaureli — Zamira, mama lui Ali Baba[5][6][8][18]
- Iakub Ahmedov — Kasîm, fratele mai mare al lui Ali-Baba[5][6][8][18]
- Zeenat Aman⁠(d) — Fatima, fiica unui inventator luat prizonier de tâlhari[5][6][8][18]
- Hodjadurdî Narliev — Hamid, prietenul lui Ali-Baba[5][6][8][18]
- Frunzik Mkrtcean — Mustafa, conducătorul unei caravane[5][6][8][18][19]
- Hamza Umarov — Ahmed „Nesăbuitul”, tâlhar din banda lui Abu-Hasan[5][6][8][18]
- Djavlon Hamraev — Muhamed „Aruncătorul de cuțite”, tâlhar din banda lui Abu-Hasan[5][6][8][18]
- Elena Sanaeva — Simsim, duhul din peșteră[5][6][8][18]
- Madan Puri⁠(d) — tatăl Fatimei, inventatorul unei pulberi explozive[5][6][18]
- Prem Chopra⁠(d) — Șamșir, nepotul rajahului, care-l ucide și îi uzurpă tronul[5][6][18]
- Pinchu Kapoor — rajahul indian, tatăl Merdjanei[5][18]
- Raj Anand — medicul rajahului[5][18]
- Sanat Divanov — prietenul lui Ali-Baba[5][18]
- Kuatbai Abdreimov — prietenul lui Ali-Baba[5][18]
- Vahab Abdullaev — tâlhar din banda lui Abu-Hasan[5][18]
- Inogam Adîlov — tâlhar din banda lui Abu-Hasan[5][18]
- Iahio Faizullaev — tâlhar din banda lui Abu-Hasan[5][18]
- Șarif Kabulov — tâlhar din banda lui Abu-Hasan[5][18]
- Anvar Kendjaev — tâlhar din banda lui Abu-Hasan[5][18]
- Djamal Hașimov — tâlhar din banda lui Abu-Hasan[5][18]
- Mac Mohan⁠(d) — Mehmood, aghiotant al vizirului din Guliabad[5][18]
- Maksud Mansurov — Djanghir, vânzătorul de apă[5][18]
- Bahadur Aliev (menționat B. Aliev)[5][18]
- Maksud Atabaev[5][18]
- Farhad Aminov[5][18]
- T. Meliev[5][18]
- Karim Mirhadiev[5][18]
- Piotr Timofeev[5][18]
- Bahtior Ihtiarov[5][18]
- Rustam Turaev[5][18]
- Farhad Haidarov[5][18]
- Muhammadjon Holmatov[5][18]
- G. Kolompar[5][18]
- Radjab Adașev — tâlhar din banda lui Abu-Hasan (nemenționat)[18]
- Ucikun Rahmanov — negustor bogat (nemenționat)[18]
- Habib Narimanov — locuitor din Guliabad (nemenționat)[18]
- Sagdi Tabibullaev — locuitor din Guliabad (nemenționat)[18]
- Mariam Iakubova — femeie bogată (nemenționată)[18]
- Bolot Beișenaliev — tâlhar din banda lui Abu-Hasan (nemenționat)[18]
- Maia (Maia-Gozel) Aimedova (nemenționată)[18]
- Nikolai Badin (nemenționat)[18]
- Konstantin Voinov (nemenționat)[18]
- Pavel Timcenko (nemenționat)[18]
- Serghei Torkacevski (nemenționat)[18]
- A. Zinoviev (nemenționat)[18]
- Valentina Malianova (nemenționată)[18]
- Valentin Portugalov (nemenționat)[18]
- V. Șikalova (nemenționată)[18]
- Utkur Hodjaev — tâlhar (nemenționat)[18]
- Tursun Iminov — tâlhar (nemenționat)[18]

## Producție

### Context cinematografic
Relațiile cinematografice sovietico-indiene datează de la începutul anilor 1950, când o delegație de cineaști sovietici (care-i includea pe regizorul Vsevolod Pudovkin și actorul Nikolai Cerkasov) a efectuat o vizită culturală în India. A avut loc cu acel prilej un prim schimb de filme sovietice și indiene, care a contribuit la popularizarea cinematografiilor celor două țări.
Moartea lui Stalin și sprijinirea mișcării de nealiniere a lui Jawaharlal Nehru de către noul conducător sovietic, Nikita Hrușciov, a contribuit la o deschidere mai mare a cineaștilor sovietici către omologii lor indieni. În anul 1954 a avut loc prima vizită oficială a unei delegații de cineaști indieni (printre care scenaristul/regizor K. A. Abbas, regizorul Bimal Roy și actorul/regizor Raj Kapoor) în URSS și a fost semnat un acord „de prietenie și cooperare între cinematografiile celor două țări”. Acest acord prevedea atât circulația filmelor între cele două țări, cât și colaborarea pentru „combinarea tradițiilor cinematografice și picturale ale industriilor de film” din ambele țări.
Coproducțiile sovieto-indiene urmăreau să combine motivele și structurile narative tipice fiecărei culturi, contribuind la creșterea interesului public pentru cultura ambelor țări într-o încercare utopică de consolidare a relațiilor panasiatice. Prima coproducție sovieto-indiană, Călătorie peste trei mări (1957), care prezintă călătoriile unui negustor rus în India în secolul al XV-lea, a fost regizată de K. A. Abbas și Vasili Pronin și nominalizată pentru premiul Palme d'Or la Festivalul Internațional de Film de la Cannes din 1958. Au urmat Muntele negru (1971), Rikki Tikki Tavi (1975) și Voșod nad Gangom (1975), care au fost inspirate din moștenirea mitologică sau din istoria colonială și au avut parte de mai puțin succes critic și comercial. În același timp, pe măsură ce cinematografia indiană a început în anii 1960 să evite tratarea unor teme sociale și politice și să se orienteze în anii 1970 către producțiile de divertisment, Uniunea Sovietică a sporit importul de filme indiene, care au devenit tot mai populare în rândul publicului sovietic, aducând în medie încasări de două ori și jumătate mai mari decât filmele sovietice.

### Ideea ecranizării

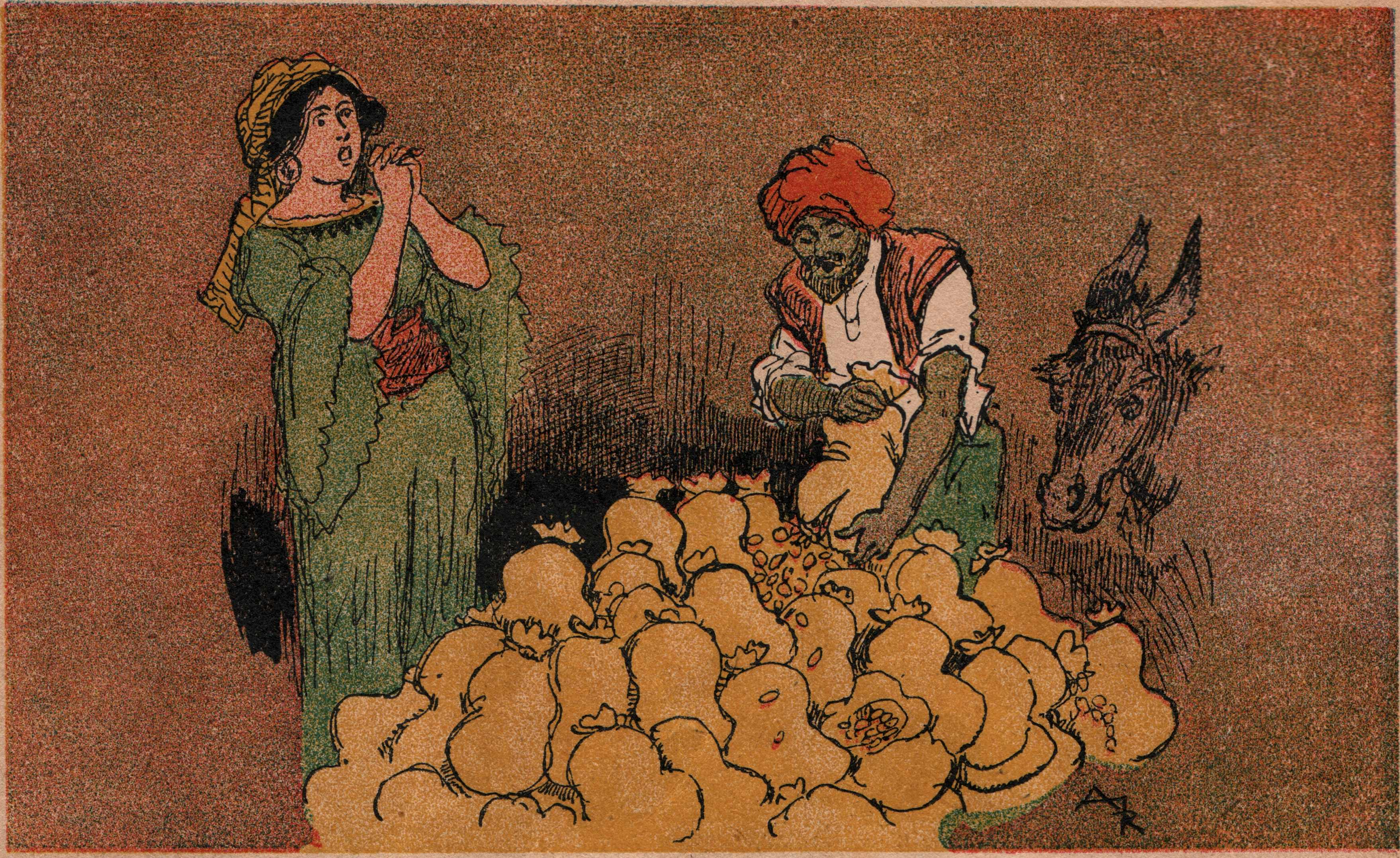
Ali Baba și comoara celor 40 de hoți, ilustrație realizată de Albert Robida.

Coproducția Ali-Baba și cei 40 de hoți este considerată de cercetătoarea americană Sofia Samatar, specializată în literatura arabă, un exemplu semnificativ al combinării a două tradiții cinematografice distincte, fiind în același timp o expresie creativă a practicii formării unei culturi naționale (comună atât Indiei, cât și Uniunii Sovietice) prin integrarea creațiilor literar-artistice ale unor grupuri etnice și religioase disparate. Sugestia realizării acestui film a avut-o producătorul indian Fakir Chand Mehra (F. C. Mehra), președintele companiei Eagle Films. Scenariul filmului a fost scris de Boris Saakov și Shanti Prakash Bakshi și a fost inspirat din basmele orientale, îndeosebi din povestea „Ali Baba și cei 40 de hoți” din O mie și una de nopți.
Celebrul basm arab, care prezenta îmbogățirea miraculoasă a tăietorului de lemne Ali Baba și fusese adăugat colecției O mie și una de nopți de traducătorul francez Antoine Galland la începutul secolului al XVIII-lea, cunoscuse până atunci numeroase ecranizări mai fidele sau mai îndepărtate, printre care o versiune franceză memorabilă din 1954, cu Fernandel în rolul principal. Ca urmare a structurii narative liniare și coerente și a amestecului de romantism și umor, basmul a fost adaptat de mai multe ori în cinematografia indiană. O primă adaptare sovietică a poveștii fusese realizată în 1959 într-un film de animație stop motion, regizat de Grigori Lomidze, iar ulterior au mai fost realizate două musicaluri regizate de Oleg Reabokon (1983) și Viktor Priduvalov (2005).
Cinematografia sovietică era împărțită în anii 1970 între filmele „populare” și filmele de autor, existând, de asemenea, o împărțire similară și în cinematografia indiană. În acei ani a avut loc o „reinventare” a filmului sovietic popular prin comedii, muzicaluri, adaptări literare, filme de acțiune și utopii științifico-fantastice ca răspuns la scăderea drastică a încasărilor și a fragmentării publicului. Figura de om simplu cu inimă bună a lui Ali Baba (care devenise în anii 1970 rolul tipic al actorului indian Dharmendra) se potrivea cu tradiția cinematografică rusească a eroului cu origini umile și a fost acceptată cu o oarecare ușurință.
Cei doi scenariști ai coproducției sovieto-indiene nu au realizat o adaptare simplă a poveștii orientale, ci au conceput o legendă istorică în care au combinat realitățile istorice cu întâmplări aventuroase. Acțiunea filmului este destul de complexă, conținând aventuri eroice și intrigi amoroase și având intercalate cântece și dansuri specific indiene.

### Pregătiri
Filmul a fost produs de compania sovietică Uzbekfilm și compania indiană Eagle Films și a fost regizat de cineastul uzbec Latif Fayziyev, în colaborare cu cineastul indian Umesh Mehra. Realizarea noii versiuni cinematografice a basmului oriental a început în mai 1978, iar producătorii filmului (directorii I. Tuhtaev, Parvesh C. Mehra și A. Șulepina și redactorul K. Dimova) au avut la dispoziție un buget de 1,2 milioane de ruble. Echipa de producție era formată pe principiul participării aproape egale a specialiștilor din ambele țări, care fusese convenit în timpul încheierii acordului de colaborare cinematografică indo-sovietică din anii 1950. Scenariul, regia, scenografia, muzica și distribuția implica participarea comună a cineaștilor din ambele țări.
Cei doi regizori nu erau cineaști cunoscuți în țările lor, în ciuda faptului că aveau experiență. Regizorul propus de partea sovietică a fost uzbecul Latif Fayziyev, care debutase în anii 1950 cu filme realist-socialiste, realizase apoi filme inspirate din istoria și tradițiile popoarelor sovietice din Asia Centrală (Krușenie emirata, 1955; Zvezda ulugbeka, 1964) și regizase cu câțiva ani mai înainte o coproducție minoră sovieto-indiană (Voshod nad Gangom, 1975). Cu ocazia lucrului la acel film, a făcut cunoștință cu echipa indiană cu care a colaborat ulterior la Ali-Baba și s-a familiarizat cu cinematografia indiană. Regizorul propus de partea indiană a fost Umesh Mehra, care era fiul producătorului F. C. Mehra (președintele companiei Eagle Films), fusese asistentul lui Shammi Kapoor și regizase până atunci doar o comedie romantică: Hamare Tumhare (1979), care l-a avut pe Sanjeev Kumar în rolul principal. Propaganda sovietică l-a prezentat însă ca pe „unul dintre cei mai de succes producători de filme comerciale din India”.
Actorii care au fost cooptați să joace în acest film erau unele dintre vedetele cinematografiilor ambelor țări. Au jucat în acest film actori indieni (Dharmendra, Hema Malini, Zeenat Aman), ruși (Rolan Bîkov, Elena Sanaeva), georgieni (Sofiko Ciaureli), armeni (Frunzik Mkrtcean), turkmeni (Hodjadurdî Narliev), uzbeci și de alte naționalități. Rolurile principale (Ali-Baba și prințesa Marjeena) au fost atribuite actorilor indieni Dharmendra și Hema Malini, care s-au aflat aici la al 17-lea film consecutiv în care au apărut împreună, consolidându-și imaginea ca unul dintre cele mai populare cupluri în film din istoria cinematografiei indiene. Cei doi actori indieni s-au căsătorit în 1980, după ce Dharmendra, care era deja căsătorit, s-ar fi convertit la Islam în 1979 pentru a nu fi nevoit să divorțeze. Dharmendra și Hema Malini erau cunoscuți de publicul cinefil sovietic din filmul Sholay (1975), unul dintre cele mai populare filme indiene din toate timpurile, iar Malini apăruse, de asemenea, în rolurile a două gemene despărțite la naștere din filmul Seeta Aur Geeta (1972), care fusese vizionat în URSS de 55,2 milioane de spectatori. Rolul Fatimei (un alt rol major) a fost atribuit inițial actriței Reena Roy, care l-a refuzat, și apoi a fost oferit actriței Zeenat Aman⁠(d), care jucase în două filme indiene care au avut mare succes în URSS: Hare Rama Hare Krishna (1971) și Satyam Shivam Sundaram (1978). Zeenat Aman, care juca de obicei rolul femeii indiene moderne care nu purta sari și bindi și a devenit ulterior prototipul „femeii răzbunătoare”, a acceptat să apară în film doar datorită relației bune de colaborare pe care o avea cu regizorul Umesh Mehra.
Alte roluri majore au fost distribuite unora dintre cei mai importanți actori ai Uniunii Sovietice precum rusul Rolan Bîkov, care se făcuse remarcat atât prin rolurile comice din Nunta lui Balzaminov (1964), Aybolit-66 (1966), Andrei Rubliov (1966), Two Comrades Were Serving (1968), Big School-Break (1973), Aventurile lui Buratino (1975) și Douăsprezece scaune (1976), cât și ca regizor de filme pentru copii, georgiana Sofiko Ciaureli, cunoscută din filmele lui Tenghiz Abuladze și Serghei Paradjanov, și armeanul Frunzik Mkrtcean, care apăruse în multe comedii sovietice din anii 1960–1970. Soția lui Bîkov, Elena Sanaeva, a jucat, de asemenea, în film, interpretând rolul lui Simsim, duhul din peșteră.

### Filmări
Filmările au avut loc în anul 1979 și au fost realizate pe peliculă color de operatorii H. Fayziyev și Sunnat Iulciev, sub coordonarea directorilor de imagine Leonid Travițki și Peter Pereira, în URSS și în India. Cea mai mare parte a filmărilor (aproximativ 70%) au fost realizate în Uniunea Sovietică, mai precis în zona orașului Buhara și în orașele Tașkent, Samarkand și Dușanbe. Cei doi regizori au identificat mai multe locuri (orașe, structuri arhitecturale) care au păstrat atmosfera orientală medievală, precum și peisaje montane și de stepă adecvate întâmplărilor prezentate în scenariu. Orașul fictiv Guliabad a fost construit pe platourile companiei Uzbekfilm din Tașkent.
Scena de cascadorie cu cai i-a avut ca protagoniști pe unii din membrii grupul artistic kârgâz „Djighitî Kîrgîzstana” (Джигиты Кыргызстана): Usen Kudaiberghenov, Sultan Dyikanbaev, V. Baciurin, T. Tanin, O. Buribayev și M. Tișabaev, care au jucat ulterior în alte filme sovietice precum Ne stavte Leșemu kapkanî… (Не ставьте Лешему капканы…, 1981), Zalojnik (Заложник, 1983), Pervaia konnaia (Первая конная, 1984) și Sultan Beibars (Султан Бейбарс, 1989).
Decorurile au fost proiectate de scenografii Emonuel Kalantarov și Baburas Poddar, iar costumele au fost confecționate de designerii R. Suleimanov și B. Ataya. Sunetul a fost înregistrat de inginerii Nariman Shadiyev și Badri Nath Sharma, iar muzica a fost compusă de compozitorii Vladimir Milov și Rahul Dev Burman și interpretată de Orchestra Simfonică de Stat a Cinematografiei⁠(en)[traduceți], sub bagheta dirijoarei uzbece Dilbar Abdurahmonova. Coordonatorul coregrafiei scenelor de dans a fost P.L. Raj. Montajul peliculei a fost realizat de V. Kulaghina. Filmul are două părți. Versiunea sovietică are o durată de 138 (68+70) de minute, iar versiunea indiană are o durată de 153 de minute. Lungimea peliculei este de 3.774 (1855+1919) metri.
Cineastul uzbec Latif Fayziyev a realizat ulterior, în colaborare cu cineastul indian Umesh Mehra, alte două coproducții sovieto-indiane: Sohni Mahiwal (Leghenda o liubvi, 1984), inspirată dintr-o legendă medievală punjabă, în care a jucat Sunny Deol, fiul lui Dharmendra, și a apărut din nou, la solicitarea părții sovietice, actrița Zeenat Aman⁠(d), ce devenise foarte populară în URSS, și Shikari (Po zakonu djunglei, 1991), o poveste de dragoste dintre un îmblânzitor de elefanți indian și o actriță de circ rusă. Dacă primul film a fost oarecum popular, cel de-al doilea a trecut aproape neobservat.

## Coloana sonoră

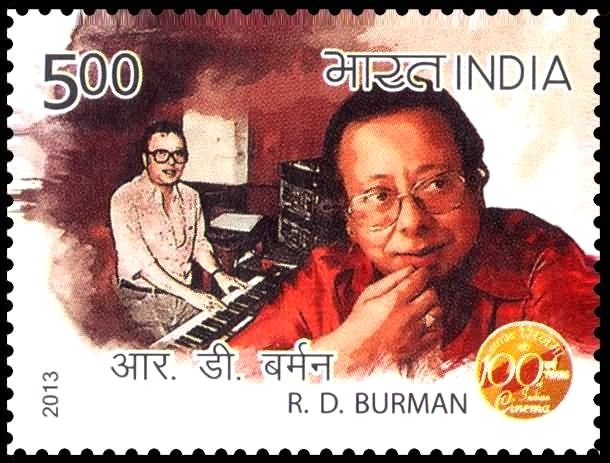
Compozitorul indian Rahul Dev Burman

Muzica indiană a filmului a fost compusă de Rahul Dev Burman (1939–1994), care a colaborat la numeroase filme, a fost premiat pentru Sanam Teri Kasam (1982), Masoom (1983) și 1942: A Love Story (1994) și s-a făcut remarcat ca unul dintre cei mai prolifici compozitori din istoria cinematografiei indiene.
Cele cinci cântece de pe coloana sonoră a filmului au fost interpretate de surorile Lata Mangeshkar și Asha Bhosle și de Kishore Kumar.
| Cântecele de pe coloana sonoră a filmului |                                    |                              |         |  |
| Nr.                                       | Titlu                              | Interpret/interpreți         | Lungime |  |
| 1.                                        | „Jaadoogar jaadoo kar jaayega”     | Kishore Kumar, Asha Bhosle   | 5:25    |  |
| 2.                                        | „Khatouba Khatouba”                | Asha Bhosle                  | 6:29    |  |
| 3.                                        | „Saare shehar mein ek haseen hain” | Lata Mangeshkar, Asha Bhosle | 4:45    |  |
| 4.                                        | „Aa ja sare baazaar tera pyaar”    | Lata Mangeshkar              | 5:04    |  |
| 5.                                        | „Qayaamat qayaamat qayaamat”       | Lata Mangeshkar              | 5:21    |  |

## Analiza ideologică a filmului
Cercetătoarea Masha Salazkina a susținut că versiunea cinematografică sovieto-indiană Ali-Baba și cei 40 de hoți a fost supusă unor presiuni ideologice și comerciale. Filmul a urmărit să promoveze, în opinia autoarei sus-menționate, „o respingere implicită a conceptului eurocentric, liberal, modern de stat-națiune” și să formuleze „idealul legitimator al statului populist puternic, care a fost imaginea de sine pe care o promovau atât Uniunea Sovietică, cât și India”.
Chestiunile ideologice ale filmului pot fi înțelese doar în contextul situației geopolitice contemporane existente la momentul realizării filmului. Relațiile politico-economice dintre URSS și India erau deosebit de strânse la sfârșitul anilor 1970 atât ca urmare a orientării către socialism a Indirei Gandhi, cât și a apariției unui conflict militar în regiune între Pakistan și Afganistan. Ali-Baba și cei 40 de hoți a fost realizat în contextul invaziei sovietice în Afganistan, pe care Indira Gandhi (revenită la putere în ianuarie 1980) a sprijinit-o în mod continuu la Adunarea Generală a Națiunilor Unite în 1980. Realizarea în acest context istorico-politic a unui film care promova unitatea între republicile sovietice din Asia Centrală și India a avut astfel, în opinia cercetătoarei Masha Salazkina, „conotații sinistre”, cu atât mai mult cu cât tâlharii din film au purtat costume specifice „războinicilor montani” și au fost numiți bandiți („razboiniki”), termen folosit de militarii sovietici pentru mujahedinii afgani.
Coproducția sovieto-indiană Ali-Baba și cei 40 de hoți prezintă viziunea imaginară a unei comunități premoderne (conduse de o clasă politică rigidă), ale cărei probleme sociale și economice sunt rezolvate prin recursul magic la o comunitate panasiatică multietnică. Este promovată astfel ideea utopică populară că uniunea statală multietnică ar fi o organizare politică mai bună decât statul național modern (fie capitalist, fie socialist), construind un viitor mai prosper populațiilor asiatice locale.
Organizarea socială feudală avea la bază descendența patriliniară care facilita transmiterea prin moștenire atât a proprietății, cât și a puterii. Tatăl era, prin urmare, elementul constitutiv al familiei. Această descendență este redesenată simbolic în Ali-Baba și cei 40 de hoți prin schimbarea frecventă a filiației chiar peste liniile locale și etnice: tatăl biologic al Marjeenei îi salvează viața tatălui lui Ali-Baba, devenind un protector al acestuia, pentru ca mai apoi tatăl lui Ali să devină un înlocuitor de tată al Marjeenei. Ali-Baba, Marjeena și Fatima formează astfel o comunitate pseudofamilială diferită de familia tradițională, care trece peste diferențele de etnie și de clasă socială: Ali-Baba provine dintr-o familie de negustori originară de lângă Buhara, Marjeena este o prințesă indiană, iar Fatima este fiica unui negustor bogat de origine persană. Acest mod de organizare socială face aluzie la ideea de stat postnațional cum era cazul Uniunii Sovietice care fusese înființată oficial în conformitate cu internaționalismul marxist. Este sesizată totuși o anumită anxietate față de pericolul destrămării statelor postnaționale prin declinul administrației centrale sau prin căderea comunităților locale sub influența unor state naționale agresoare.
Pericolul cel mai mare era reprezentat pentru ambele state de populația musulmană, care era considerată a fi integrată insuficient în cadrul națiunii multietnice și opunând rezistență în fața asimilării. Tâlharii din Ali-Baba și cei 40 de hoți sunt caricaturi ale „războinicilor montani”, iar vestimentația lor nu este nici indiană și nici uzbecă. Asociați cu magia încă de la început, ei sunt văzuți ca indivizi superstițioși și antimoderniști care par să vină dintr-o epocă mai veche și resping știința modernă ca pe o creație a Satanei.
Filmul, care combină critica socială cu stereotipurile antimusulmane, conține, de asemenea, unele teme specifice realismului socialist, precum cea a figurii paterne luminoase (vizirul care se consideră „părintele poporului” și ridică copiii în sus într-un gest de sorginte stalinistă) sau cea a părinților care se sacrifică pentru copiii lor (astfel, tatăl Fatimei se sinucide în speranța eliberării fetei sale din captivitate, tatăl Marjeenei moare ucis de uzurpatorul tronului, iar tatăl lui Ali-Baba este ucis de tâlhari).

## Recepție

### Lansare
Ali-Baba și cei 40 de hoți a fost lansat în 29 mai 1980 la New Delhi (India) și în 9 iunie 1980 la Moscova (URSS). Spre deosebire de coproducțiile sovieto-indiene anterioare, acest film s-a bucurat de o popularitate considerabilă în rândul cinefililor indieni și sovietici, având succes financiar atât în India, cât mai ales în Uniunea Sovietică. În India s-a clasat pe locul 8 în topul filmelor cu cele mai mari încasări din 1980, aducând venituri nete de 30 de milioane de rupii din încasări totale de 60 de milioane de rupii (7.63 milioane USD). A obținut statutul „Jubileul de argint” după ce a rulat timp de 25 de săptămâni în continuu în cinematografele din toate centrele urbane majore ale Indiei.
În Uniunea Sovietică a devenit al cincilea film autohton cu cele mai mari încasări din 1980 și al 31-lea (sau, după alte surse, al 32-lea) film autohton cu cele mai mari încasări din toate timpurile, cu 52,8 milioane de bilete vândute de cinematografele sovietice până la sfârșitul anului 1980. Ali-Baba și cei 40 de hoți s-a numărat, de asemenea, printre cele mai populare filme indiene din URSS, fiind depășit ca număr de spectatori doar de patru filme lansate anterior (Vagabondul, Raj Kapoor, 1954; Bobby, Raj Kapoor, 1973; Seeta Aur Gita, Ramesh Sippy, 1972; și Barood, Pramod Chakravorty, 1976) și de un singur film lansat ulterior (Disco Dancer, Babbar Subhash, 1983). Încasările obținute au fost de aproximativ 13.2 milioane de ruble (20.5 milioane USD, 161.13 milioane rupii indiene). Ali-Baba și cei 40 de hoți a inaugurat un deceniu de dominație a filmelor comerciale indiene în URSS, în ciuda faptului că festivalurile de film sovietice au încercat să crească ponderea filmelor indiene orientate cu teme contemporane în încercarea de a contracara popularitatea filmelor de la Bollywood.
Succesul filmului a determinat distribuirea sa și în alte țări, printre care Republica Democrată Germană (premieră TV în 5 și 12 octombrie 1980 la DFF 2 și lansare în cinematografe la 7 august 1981, într-o versiune mai scurtă de 130 de minute), Finlanda (13 martie 1981), România (27 aprilie 1981), Franța (30 decembrie 1981) și Ungaria (premieră TV în 24 august 1983). La nivel mondial, filmul a încasat 28.13 milioane USD (221.13 milioane de rupii), adică o sumă echivalentă cu 88 de milioane USD (5,915 miliarde de rupii) ajustată la inflația din 2017. În ceea ce privește frecvența vizionării în cinematografe, au fost vândute aproximativ 21 de milioane de bilete în India și 52,8 milioane de bilete în Uniunea Sovietică, rezultând un total estimat de 74 de milioane de bilete vândute în întreaga lume.
Premiera filmului în România a avut loc în 27 aprilie 1981; filmul a rulat în perioada următoare în unele cinematografe bucureștene precum Capitol și Floreasca (mai 1981), Favorit și Modern (mai 1981), Miorița și Grivița (mai 1981), Dacia și Aurora (mai 1981), Volga (mai 1981), Excelsior (iunie 1981), Flacăra (iunie 1981), Drumul Sării și Pacea (iunie 1981), Doina (iunie 1981), Victoria și Popular (iunie–iulie 1981), Ferentari (iulie 1981), Giulești (iulie 1981), Grădina Arta (august 1981), Lira (august 1981), Miorița (august 1981), Flacăra (septembrie 1981), Viitorul (octombrie 1981) ș.a., dar și în unele cinematografe din alte orașe (de exemplu, la Iași, Sibiu, Sfântu Gheorghe, Craiova, Pașcani, Vatra Dornei, Rădăuți, Câmpulung Moldovenesc și Gura Humorului, Suceava și Fălticeni, Miercurea Nirajului, Timișoara, Reșița, Târgu Mureș, Dorohoi, Lugoj, Sovata, Reghin și Sighișoara), inclusiv până în decembrie 1989.
Filmul a fost lansat pe DVD în anul 2002 de compania Bollywood Entertainment (BEI) pentru piața din Statele Unite ale Americii și de compania Shemaroo Video Pvt. Ltd. pentru restul țărilor.  Potrivit unui articol publicat în 2007, DVD-urile pe care fusese inscripționat acest film erau destul de greu de găsit în Rusia.

### Premii
Ali-Baba și cei 40 de hoți a obținut Premiul pentru cele mai bune decoruri (artiștii Emonuel Kalantarov și Baburas Poddar) la ediția a XIII-a a Festivalului Unional de Film de la Dușanbe (1980) și Marele Premiu la ediția a X-a a Festivalului Internațional UNICEF/UNESCO al Filmelor pentru Copii și Tineret de la Belgrad (Iugoslavia, 1981).

### Aprecieri critice
Criticul sovietic Romil Sobolev a evidențiat că filmul sovieto-indian nu este o simplă adaptare a poveștii orientale, ci mai degrabă „o legendă istorică” în care cineaștii „nu numai că-i distrează, dar îi și familiarizează pe spectatori cu realități istorice veridice, iar partea aventuroasă a filmului urmărește nu atât căutarea comorilor și frumuseților, cât mai ales lupta pentru fericirea oamenilor”. Spațiile naturale în care se petrec evenimentele filmului au fost considerate „impresionante”, iar „multe cadre de aici par complete și precise ca niște picturi”. Actorii au fost bine aleși și au jucat convingător, susținea Sobolev, potrivit cerințelor narative ale basmelor și legendelor (o acțiune relativ simplă și personaje fabuloase cu caracter unidimensional). „Poate că nu este o realizare incontestabilă, dar reprezentarea sa cinematografică este extrem de distractivă și de spectaculoasă”, conchide criticul sus-menționat.
Versiunea sovieto-indiană a poveștii „Ali-Baba și cei 40 de hoți” nu arată deloc ca un film rusesc, ci mai degrabă ca un film internațional, nefiind impregnată de ideologia politică a vremii, în ciuda faptului că a fost realizată în epoca sovietică. Recenziile publicate de criticii ruși în perioada modernă au evidențiat că amestecul scenelor de luptă cu scene de dansuri orientale creează acestui film un aspect exotic. Cheia succesului comercial al acestui film a fost, în opinia cercetătoarei Masha Salazkina, puterea de atracție a vedetelor de cinema și muzica tipică filmelor indiene. Interesul publicului sovietic pentru vedetele de cinema indiene crescuse în anii 1970, așa cum reiese din articolele publicate în revista Sovetski ekran, iar muzica (cântece + dansuri) din filmele indiene devenise foarte populară în URSS.
Enciclopedia cinematografică germană Lexikon des internationalen Films descrie astfel acest film: „Cunoscutul basm din O mie și una de nopți, modificat, completat și înzestrat cu caracteristici noi. Divertisment colorat în veșminte orientale, care devine oarecum confuz ca urmare a amplificării dimensiunilor și conținutului bazat pe critică socială și își pierde simțul stilului.”.